# Philippe Coutinho
Philippe Coutinho Correia (br[fiˈlipi kowˈtʃĩj̃u]; n. 12 iunie 1992, Rio de Janeiro, Rio de Janeiro, Brazilia) este un fotbalist brazilian, portughez și spaniol, care joacă pe post de mijlocaș lateral sau winger la Vasco da Gama în Campeonato Brasileiro da Série A, împrumutat de la Aston Villa FC. Pe plan internațional, are prezențe la națională pentru Brazilia U17, Brazilia U-20⁠(d) și Brazilia.

## Titluri

### Jucător
Vasco da Gama
- Campeonato Brasileiro Série B (1): 2009

Internazionale
- Coppa Italia (1): 2010–11
- Supercoppa Italiana (1): 2010

Barcelona
- La Liga: 2017–18,[5] 2018–19[6]
- Copa del Rey: 2017–18;[7]
- Supercopa de España: 2018[8]

Bayern Munchen
- Bundesliga: 2019–20[9]
- DFB-Pokal: 2019–20[10]
- UEFA Champions League: 2019–20[11]

Brazilia U17
- Campionatul sudamerican U-17 (1): 2009

Brazilia U20
- Campionatul Mondial de Fotbal sub 20 (1): 2011

Brazilia
- Copa América: 2019[12]

## Statisticile carierei
| Club                      | Sezon        | Campionat      | Campionat | Campionat | Cupă    | Cupă   | Cupa Ligii | Cupa Ligii | Continental | Continental | Altele  | Altele | Total   | Total  |
| Club                      | Sezon        | Divizie        | Meciuri   | Goluri    | Meciuri | Goluri | Meciuri    | Goluri     | Meciuri     | Goluri      | Meciuri | Goluri | Meciuri | Goluri |
| ------------------------- | ------------ | -------------- | --------- | --------- | ------- | ------ | ---------- | ---------- | ----------- | ----------- | ------- | ------ | ------- | ------ |
| Vasco da Gama (împrumut)  | 2009         | Série B        | 12        | 0         | 0       | 0      | —          | —          | 0           | 0           | 0       | 0      | 12      | 0      |
| Vasco da Gama (împrumut)  | 2010         | Série B        | 7         | 1         | 7       | 1      | —          | —          | 0           | 0           | 17      | 3      | 31      | 5      |
| Vasco da Gama (împrumut)  | Total        | Total          | 19        | 1         | 7       | 1      | —          | —          | 0           | 0           | 17      | 3      | 43      | 5      |
| Inter Milan               | 2010–11      | Serie A        | 13        | 1         | 0       | 0      | —          | —          | 6           | 0           | 20      | 1      |         |        |
| Inter Milan               | 2011–12      | Serie A        | 5         | 1         | 0       | 0      | —          | —          | 3           | 0           | —       | —      | 8       | 1      |
| Inter Milan               | 2012–13      | Serie A        | 10        | 1         | 0       | 0      | —          | —          | 9           | 2           | —       | —      | 19      | 3      |
| Inter Milan               | Total        | Total          | 28        | 3         | 0       | 0      | —          | —          | 18          | 2           | 1       | 0      | 47      | 5      |
| Espanyol (împrumut)       | 2011–12      | La Liga        | 16        | 5         | 0       | 0      | —          | —          | —           | —           | —       | —      | 16      | 5      |
| Liverpool                 | 2012–13      | Premier League | 13        | 3         | 0       | 0      | 0          | 0          | 0           | 0           | —       | —      | 13      | 3      |
| Liverpool                 | 2013–14      | Premier League | 33        | 5         | 3       | 0      | 1          | 0          | —           | —           | —       | —      | 37      | 5      |
| Liverpool                 | 2014–15      | Premier League | 35        | 5         | 7       | 3      | 4          | 0          | 6           | 0           | —       | —      | 52      | 8      |
| Liverpool                 | 2015–16      | Premier League | 26        | 8         | 1       | 1      | 3          | 1          | 13          | 2           | —       | —      | 43      | 12     |
| Liverpool                 | 2016–17      | Premier League | 31        | 13        | 2       | 0      | 3          | 1          | —           | —           | —       | —      | 36      | 14     |
| Liverpool                 | 2017–18      | Premier League | 14        | 7         | 0       | 0      | 1          | 0          | 5           | 5           | —       | —      | 20      | 12     |
| Liverpool                 | Total        | Total          | 152       | 41        | 13      | 4      | 12         | 2          | 24          | 7           | —       | —      | 201     | 54     |
| Barcelona                 | 2017–18      | La Liga        | 18        | 8         | 4       | 2      | —          | —          | —           | —           | —       | —      | 22      | 10     |
| Barcelona                 | 2018–19      | La Liga        | 34        | 5         | 7       | 3      | —          | —          | 12          | 3           | 1       | 0      | 54      | 11     |
| Barcelona                 | Total        | Total          | 52        | 13        | 11      | 5      | —          | —          | 12          | 3           | 1       | 0      | 76      | 21     |
| Bayern München (împrumut) | 2019–20      | Bundesliga     | 0         | 0         | 0       | 0      | —          | —          | 0           | 0           | —       | —      | 0       | 0      |
| Career total              | Career total | Career total   | 267       | 63        | 31      | 10     | 12         | 2          | 54          | 12          | 19      | 3      | 383     | 90     |

## Legături externe
Materiale media legate de Philippe Coutinho la Wikimedia Commons
- Site oficial
- Philippe Coutinho la Soccerbase
- Profil Arhivat în 16 februarie 2013, la Archive.is la ESPN
- Profil la lfchistory.net